# 臺北市南港社區大學
臺北市南港社區大學，簡稱南港社大，是一所坐落於臺灣臺北市南港區的社區大學，創立於2000年8月，由致福感恩文教基金會承辦，校本部設於臺北市立成德國民中學，在基督教伊甸教會、南港恩慈堂、台灣基督長老教會錫安教會設有分教室。

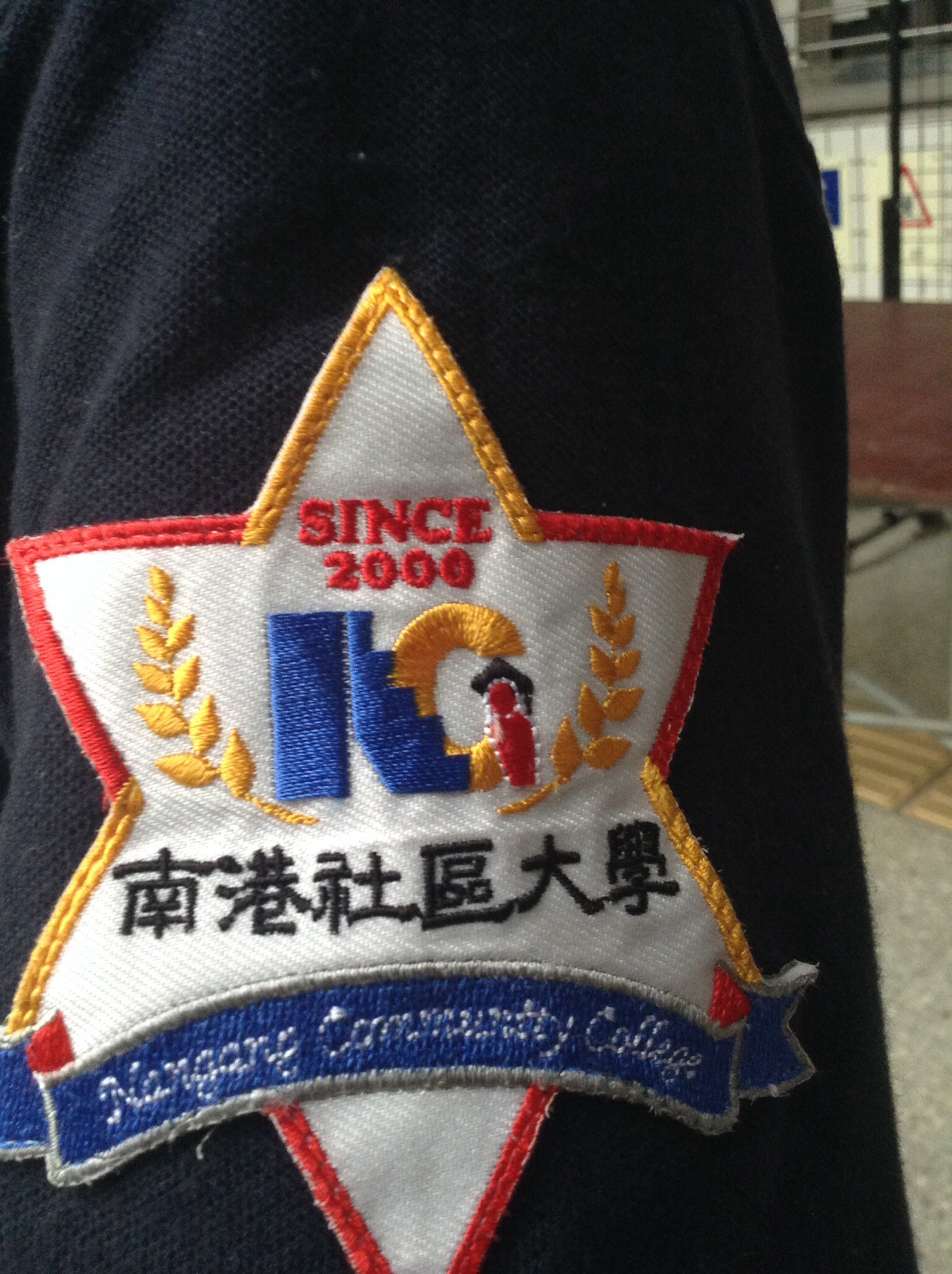
臺北市南港社區大學臂章

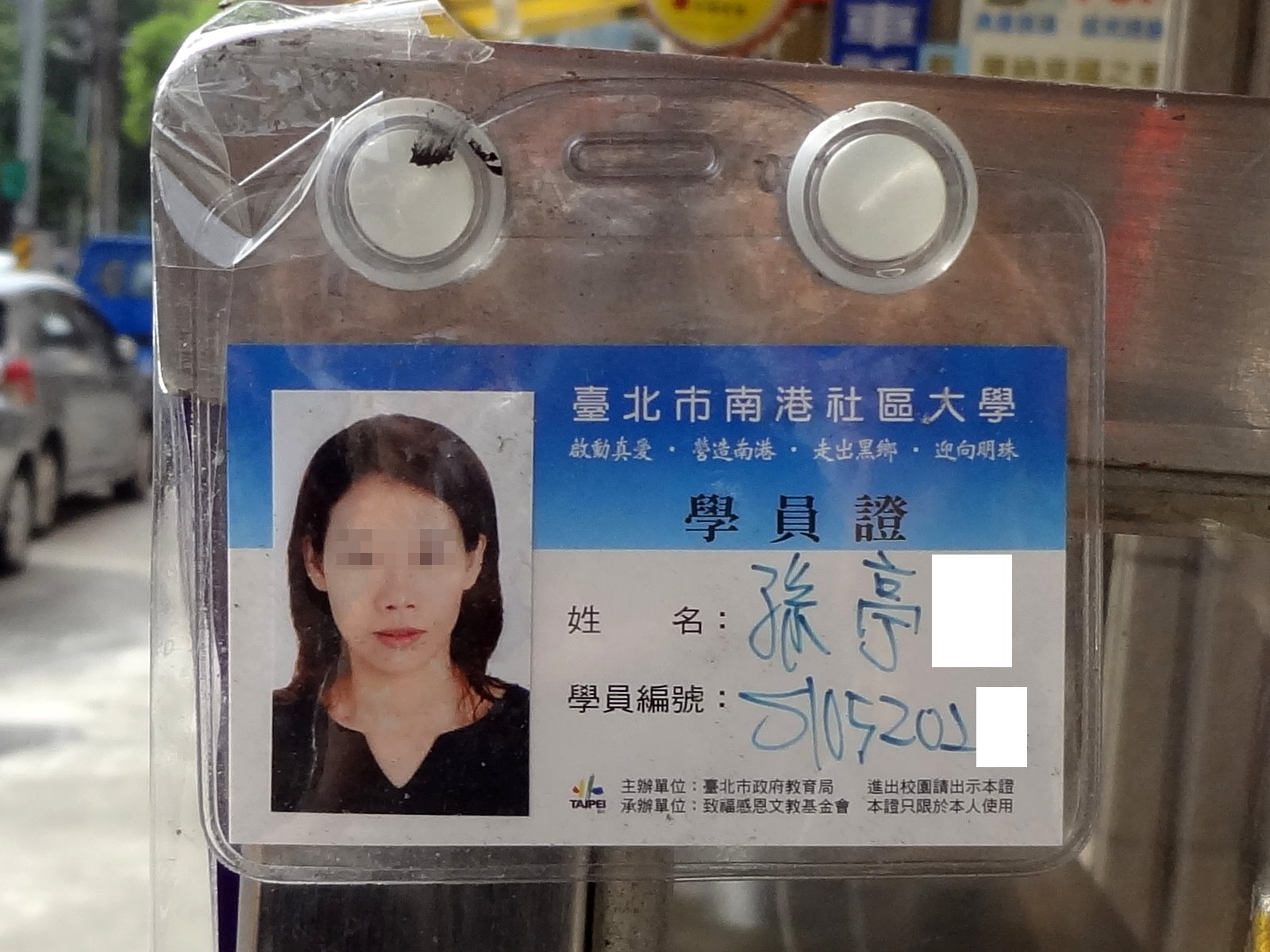
臺北市南港社區大學學員證

## 外部連結
- （中文）教育部全國社區大學教育資訊網-臺北市南港社區大學資訊
- （中文）臺北市南港社區大學
- （中文）南港社大快報